# Сандвікен (футбольний клуб)
Сандвікенс ІФ (швед. Sandvikens Idrottsförening) — шведський футбольний клуб із міста Сандвікен.

## Історія
Заснований 6 червня 1918 року. 
Провів у Аллсвенскан 21 сезон (останній — 1961): зіграв 471 матч, в яких здобув 165 перемог, 81 нічию і 225 поразок, різниця м'ячів 775-948. 
Тепер виступає у 3-й лізі Швеції (Дивізіон 1, група «Північ»).

## Досягнення
Аллсвенскан:
- 3-є місце (1): 1935/36.